# Setge de Jadotville
El setge de Jadotville va tenir lloc al setembre de 1961, durant la intervenció de l'Organització de Nacions Unides (ONU) en el conflicte de Katanga, al sud del Congo, quan una companyia de tropes irlandeses de l'ONU va ser atacada per tropes lleials al flamant primer ministre de Katanga, Moise Tshombe. Els soldats irlandesos, equipats de manera precària, van resistir els assalts katanguesos durant sis dies tot i l'enorme superioritat numèrica d'aquests. Després de 6 dies de combats, la companyia irlandesa es va veure obligada a rendir-se en quedar-se sense munició, subministraments ni aigua. El setge de Jadotville fou la primera vegada des de la creació de la República d'Irlanda, que el seu exèrcit combaté contra l'exèrcit d'un altre país.

## Antecedents
A fi de protegir els civils (colons belgues i població local) de Jadotville (avui Likasi), es va ordenar a la companyia A del 35è batalló de tropes irlandeses sota mandat de l'ONU que es desplegués sense el seu armament de suport. No obstant això, el seu comandant, Pat Quinlan, va ordenar excavar posicions defensives abans dels atacs, la qual cosa després els salvà d'una invasió immediata.

## Batalla

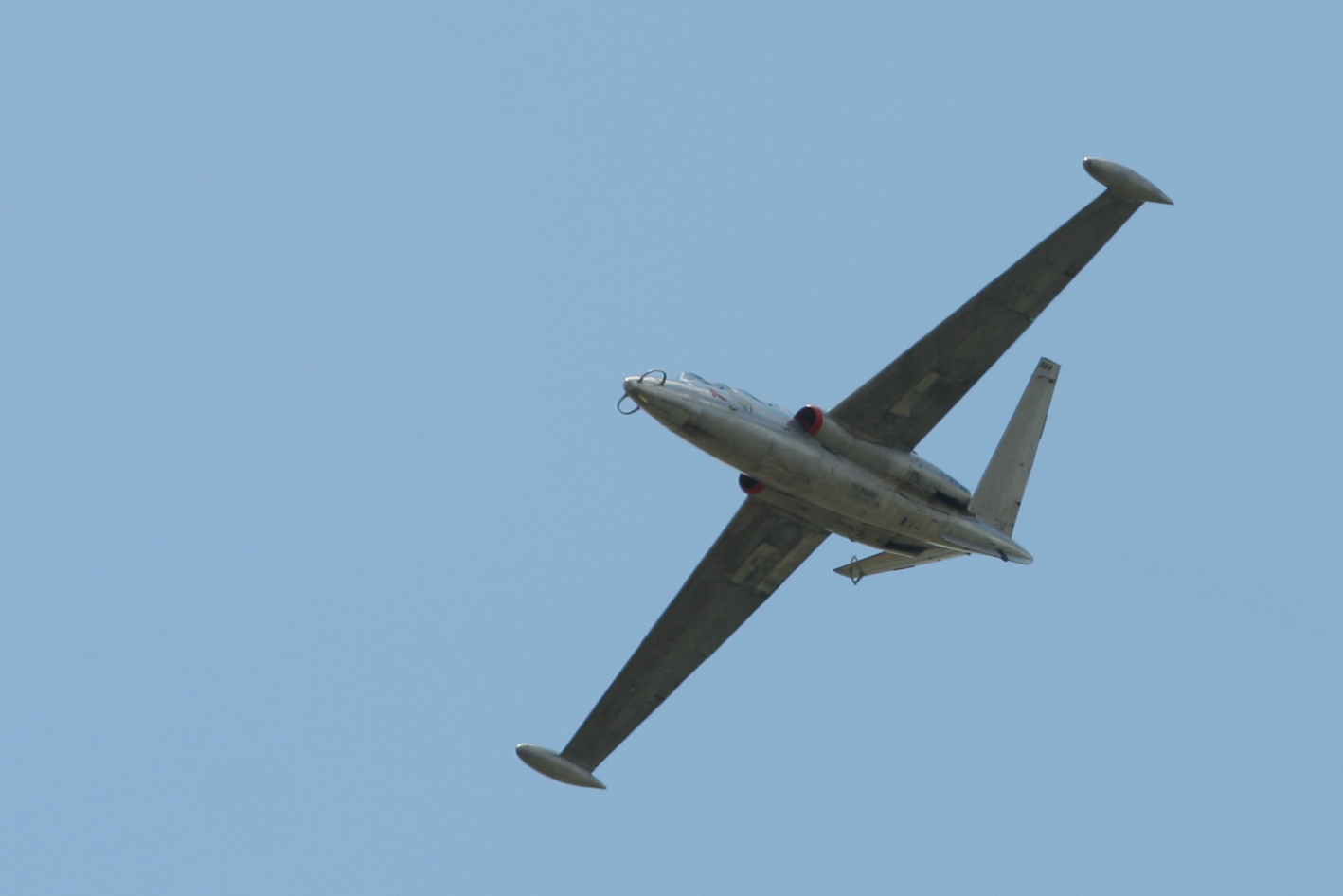
Un Fouga Magister similar al que van usar les forces kataguenses en el setge

El 9 de setembre de 1961, les forces de l'ONU de Dag Hammarskjöld van llançar una ofensiva (operació MORTHOR) contra l'estat de Katanga per a posar fi a la secessió i la restauració com a província de la República Democràtica del Congo. Poc després, tropes mercenàries, gendarmes katanguesos, guerrers de la tribu Luba i residents belgues, van atacar la base de les forces de l'ONU emplaçades a Jadotville.
El contingent de 155 soldats irlandesos de l'ONU va ser sorprès durant la cerimònia d'una missa de campanya a l'aire lliure, però ràpidament va adoptar el dispositiu defensiu. Els atacants (entre 500 i 4000, segons les fonts) van obrir foc de morter i de canons de 75 mm, amb el suport d'un avió d'entrenament artillat Fouga Magister. No obstant la inferioritat numèrica i d'equipament, els irlandesos contraatacaren amb foc de morters lleugers de 60 mm. i armes individuals. Una força de socors constituïda per cascos blaus suecs i irlandesos no va arribar a temps per alliberar-los del setge. Sense comunicacions adequades amb el seu comandament superior a Elisabethville (actual Lubumbashi), i davant la insostenible situació, el comandant Quinlan es va rendir als atacants.

## Conseqüències
Després de la rendició, els soldats irlandesos, van ser retinguts com a presoners essent posteriorment intercanviats per presoners en mans del govern central del Congo de Kasavubu, situació que va resultar enutjosa per a l'ONU. Malgrat el fet que no es van trobar motius de mala conducta, el govern d'Irlanda no va reconèixer l'acompliment de les tropes de la companyia A, tot i que el seu comandant va sol·licitar que s'atorguessin medalles d'honor a diversos integrants. Per contra, haver participat en aquesta acció, va arribar a ser motiu de burla. El mateix comandant Quinlan, que va acabar la seva carrera com a coronel, va morir el 1997 sense cap reconeixement.
El 2004, després d'una llarga campanya iniciada pel soldat retirat John Gorman, que havia servit a Jadotville, el ministre de defensa d'Irlanda, O'Dea, va accedir a revisar la participació en la batalla de Jadotville. Des de 2005, una estela commemorativa honra la companyia A en els predis de Costume Barracks, a Athlone, i el retrat del coronel Quinlan presideix el saló Congo de l'Escola d'Entrenament per a ONU de les Forces de Defensa Irlandeses (UNTSI).
El 2016 es va estrenar una pel·lícula basada en aquest esdeveniment, dirigida per Richie Smyth i protagonitzada per Jamie Dornan en el paper de Quinlan.